# U880
El U880 es un microprocesador de 8 bits fabricado en la República Democrática Alemana con tecnología NMOS y encapsulado DIP de 40 pines.
La CPU U880 se utilizó entre 1985 y 1989 en los ordenadores KC 85/2, KC 85/3 y KC 85/4 (fabricados por VEB Mikroelektronik "Wilhelm Pieck" Mühlhausen), en el Z1013 (fabricado por Robotron Riesa), y en otros ordenadores de oficina y usuarios en la RDA.
El U880 es un clon del microprocesador Zilog Z80. Se desarrolla y fabrica como una copia no licenciada por VEB Mikroelektronik "Karl Marx" (Erfurt). Una versión CMOS, compatible pin a pin y en funciones es llamado U84C00 y puesto en desarrollo.
La variante UB880 se corresponde con el original Z80, el UA880 con el Z80A, y el VB880 equivale a un Z80 con mayor intervalo de temperaturas de funcionamiento (-25 °C a +85 °C) para uso militar e industrial. Reproducciones de los chips auxiliares de Zilog PIO (U 855), SIO (U 856), CTC (U 857), DMA (U 858) y DART (U 8563) se fabrican también.